# The Fifth Chapter
A The Fifth Chapter (közkeletű rövidítéssel T5C) a Scooter tizenhetedik nagylemeze, mely 2014. szeptember 26-án jelent meg. Háromféle változatban adták ki: a normál változat egylemezes, míg a Limited Deluxe Edition kétlemezes; utóbbi mellé ajándékba jár egy "Shoutbox" nevű készülék, melyen gombnyomásra hallhatóak H.P. Baxxter legnagyobb bekiabálásai, valamint egy matricacsomag. Limitált, 1000 darabos példányszámban megjelent dupla bakeliten is, amire Scooter-nagylemez esetén az Our Happy Hardcore óta nem volt példa. 2015 májusában egy "SPY Version" is kiadásra került, amely a "Radiate" kislemezváltozatát is tartalmazza.

## Áttekintés
A Music For A Big Night Out albumot a kritika és a közönség is viszonylag jól fogadta, ám turnét nem szerveztek hozzá, és az album megjelenése után kislemez se jött ki róla, így hamar a feledés homályába merült. A 2013-as évben úgy tűnt, hogy minden a Scooter huszadik évfordulójának megünneplésének lesz alárendelve: az úgynevezett "20 Years Of Hardcore" sorozatban csak a régi lemezeiket adták ki újra.
Arról, hogy lesz új lemez, először márciusban ejtettek pár szót oroszországi fellépésük során. Ekkor még félig-meddig tréfásan próbálták elütni a kérdést, de Rick elmondta, hogy már az új ötleteket és az inspirációkat keresik, és igyekeznek majd alkalmazkodni a modern idők hangzásához is. Áprilisban a Creative Talent weboldala, mely a 2014-es turnét kezdte el reklámozni, kitett egy megjelenési dátumot, mely december 27-re tette az új album kiadási dátumát. A rajongók úgy vélekedtek, ez puszta spekuláció, ugyanis éppen beleillett az újrakiadott régi albumok hathetenkénti megjelenési ciklusába. Sokáig nem is esett szó arról, hogy új lemez lesz, majd szeptemberben Michael Simon említette meg egy fórumos beszélgetés során, hogy az év végén jön az új album, méghozzá többféle stílusú számokkal, ő maga pedig éppen egy trance stílusú dalon dolgozik épp. Pár nappal később H.P. Baxxter is megerősítette ezt azzal, hogy húsz új számot készítenek, mindegyik egy-egy évet jelképezve, de emellett a régi számokból készített remixekre is számítani lehet. DJ Dominique és Bárány Attila ekkortájt jelentették be Facebook-oldalukon, hogy őket kérték fel arra, hogy készítsenek remixet a Shake That-ből. Ekkor még úgy hivatkoztak az új albumra, mint ami a "The Empire Strikes Back" munkacímen készül, de jogi problémák miatt végül erről letettek. Az ismert producer, Phil Speiser (Dirty Disco Youth), akivel H.P. és Michael nyáron kiadták a "Sweater Weather" című számot, bejelentette, hogy ő is közreműködik az új album készítésében, de nem kell attól tartania a rajongóknak, hogy ez a hangzás rovására menne.
Október első napjaiban aztán rejtélyes fényképek kezdtek el megjelenni a hivatalos Facebook-oldalukon, melyeken a három tag símaszkban és zseblámpával imitálnak betörést egy forgatási helyszínen, felcsigázva a rajongókat. Emellett hivatalossá vált, hogy csakugyan december 27-én jön az új lemez, "The Fifth Chapter" címmel, az új kislemezt pedig december 6-ára ígérték. Pár nappal később kiderült, hogy a betörős videó csak egy különleges, zártkörű koncert reklámja volt, majd egy közleményben azt is tudatták, hogy az album kiadása után Rick húszéves közös munka után kilép az együttesből. A hír valósággal sokkolta a rajongókat, de a lemez kiadására is hatással volt, ugyanis az átcsúszott 2014 tavaszára. Végül ezt az időpontot sem sikerült tartani, és áttolták azt 2014 augusztusára. Időközben megerősítették, hogy Rick helyére Phil fog érkezni. Kezdetben H.P. bevallása szerint is nehezen ment a közös munka, de egy új, addig ismeretlen munkamódszer meghonosodásával a kreativitásuk szárnyra kapott. Ezt Phil hozta magával, és ennek lényege, hogy egy stáb ül össze a Scooter vezetésével, ahol elkezdenek ötletelni – a kis ötleteket rögzítik, majd azok felhasználásával írják a számokat. Ez rendkívüli termékenységet eredményezett: számtalan szám készült, amellett az eredetiségre is jó hatással volt, hiszen a feldolgozások mennyisége így csökkent.
Hosszú idő után először májusban jelent meg kislemezük, az új felállás legelső száma, mely a Bigroom Blitz címet kapta, és az amerikai rapper, Wiz Khalifa is közreműködött rajta. Utóbb ez jogi problémákhoz vezetett, mivel engedély nélküli felhasználás történt, így újra fel kellett venniük a dalt, a kislemezt visszavonták, és az újabb változatokban már egy újrafelvett verzió hallható. A Scooter ebben az időben szerepelt az ARTE tévécsatorna kilencvenes évekbeli elektronikus zenét bemutató sorozatában, és a bejátszások alatt többször lehetett látni, ahogy egy új számot vesznek fel éppen (mely végül aztán sosem került lemezre). Július végén aztán egy új kislemezt játszottak el egy német TV-műsor kedvéért, melyről ekkor még csak annyit lehetett tudni, hogy a "Today" címet viseli majd, és a görög-ausztrál énekesnő, Vassy közreműködik benne. Arra, hogy a hosszú ideig tologatott album szeptember 26-án fog megjelenni, csak augusztusban derült fény, és ekkor jelentették be, hogy a korábbi tervekkel ellentétben az alapváltozat is 1CD-s lesz. Egy nyolc napig tartó visszaszámlálás végén szeptember 5-én mutatták be az interneten a "Today"-t, mely azonnal megvásárolható is lett, valamint az iTunes-hangmintákat. A kislemez azonban még nem jött ki ezen a napon, hanem az albummal egy időben, gyakorlatilag ugyanazzal a borítóval.
Az album az október eleji népszerűsítést követően legközelebb novemberben került reflektorfénybe, amikor is november 10-én kiadták a "999 (Call The Police)" videóklipjét, melyet részben Bécsben, részben a szeptemberi budapesti fellépésen forgattak, s amelyben tisztán felismerhetőek magyar rajongók is. De mégsem ebből lett kislemez, hanem a máris rajongói himnusszá vált "Can’t Stop the Hardcore"-ból, amelynek a borítóján harmadszor is felhasználták ugyanazt a fényképet, ám tréfából kicserélték a fejeiket dinoszaurusz-fejekre. A lemezt népszerűsítő turné nem indult (leszámítva két oroszországi fellépést, amelyek a T5C Tour fantázianevet viselik), de a koncertrepertoár jelentős részét megváltoztatták, és itt már helye volt az új számoknak is. 2015 májusában az albumverzióhoz képest módosított "Radiate" is megjelent ismét Vassy-vel.
Magyar részről érdekesség, hogy a hivatalos rajongói közösség, a Scootertechno Hungary elkészítette a Shoutbox okostelefonos alkalmazás-verzióját Android operációs rendszerre. A tervbe vett iOS és Windows Phone-változatok végül sosem jelentek meg, miután a Kontor Records, szerzői jogok megsértésére hivatkozva, töröltette az eredeti app legelső, stabil kiadását is, annak ellenére, hogy hivatalosan megkeresték őket a felhasználással kapcsolatban. Végül néhány héttel később a Kontor maga adta ki az alkalmazást, fizetős verzióban, többféle mobil operációs rendszerre.

## A dalokról
A lemezre az a tizenhét szám került fel, melyet az ötletelési fázis végeztével a legjobbnak tartottak a több tucat közül. Ezek többé-kevésbé egy egységes egészet képeznek, tehát nem olyan éles a dalok közti váltás, annak ellenére, hogy többféle stílus hallható.
A T5C egy klasszikus Scootert idéző felvezetés az első igazi szám előtt: a "Who 's That Rave?"-ben H.P. énekel, a dallam pedig Phil régi maximal electro stílusú szerzeményeire emlékeztet. A "Today"-ből lett az első kislemez, itt a vokált Vassy biztosítja, és ő is viszi a hátán az egész számot, H.P.-nek meglehetősen kevés szöveg jut. A "We Got The Sound"-ban visszatér a régről ismerős HPV (magasra torzított énekhang), a szöveg viszont koncertekről újrahasznosított improvizációból épül fel. A "Radiate"-ben ismét Vassyé a főszerep, javarészt az ő éneke a nagyobb súlyú, ugyanakkor H.P. egyszerre használja a sima és a Shure-mikrofont. A "999 (Call The Police)" egy gyorsabb szám, az elmúlt évek hardstyle-vonalán készítve, egy lassabb énekes betéttel. A "King of the Land" egy gyorsabb, maximal electro alapokon álló szerzemény, énekbetéttel, mely azonban itt nem töri meg a tempót. A "Bigroom Blitz" nem a kislemezváltozatból megismert verzió, a jogi problémák miatt Wiz Khalifa nélkül, a hangsávját kicserélve került a lemezre. Ezt az instrumentális "Chopstick (Mado Kara Mieru)" követi, mely részben feldolgozás, majd a "Home Again", mely hardstyle alapokon mond szövegében köszönetet a zenekar nevében a rajongóknak, amiért mindig fantasztikus hangulatot varázsolnak. A "Fuck Forever" egy gitáros alapú, lassabb, éneklős szerzemény, amiben H.P. meglehetősen röviden és velősen adja tudtára a világnak, mit szeretne ma este. A "Jaguare" egy instrumentális, kísérleti darab, kicsit trance-esebb, míg a "T.O.O." csak a címében hasonlít a korábbi "The Only One"-ra: egy vérbeli dubstep szám, mely a végén átmegy kicsit belassított drum 'n bass-be. A "Listen" egy nyugodtabb house-szerzemény, női vokállal, a "Can’t Stop the Hardcore" pedig a Scooter-rajongók új himnusza: a Zorba dalából és a Viva Espanából összerakott, a végére hardstyle-ba átmenő darab pedig jól hallhatóan közös éneklésekhez készült. A "Fallin'" az elmaradhatatlan albumvégi trance szerepét tölti be, míg az "In Need", a zárószám, ismét egy kísérletezős darab, a kilencvenes évek végének klasszikus house-szerzeményeit próbálja meg felidézni, egy alapvetően könnyed, lassabb formában.
A tíz (egyes változatokban tizenkettő) remix nagyjából ugyanazt a mintát követi: a 2014-ben divatos progresszív house és bigroom stílusok ötvözetében gondolták újra a felkért producerek a számokat, néhány kivétellel. Ilyen az "Army of Hardcore (BMG Remix)", mely az eredeti Neophyte-szerzemény felé visszatolva a Scooter-változatot, hardcore-remixet készített; a "Friends (NRG Remix)" a Japánban divatos eurobeat stílusban lett újragondolva, az "I'm Lonely (Kindervater Remix)" hands up stílusú, a "Vallée de Larmes (Lissat & Voltaxx Remix)" pedig inkább a tech-house felé kacsintgat. Bárány Attila és DJ Dominique "Shake That"-je remixhez képest meglehetősen rövid, de az eredeti dal funky-house beütését modernizálva adtak neki új hangzást.

## Számok listája
| CD # | LP # | Cím                         | Szerzők | Hossz |
| ---- | ---- | --------------------------- | --- | ----- |
| 1    | A1   | T5C                         | H.P. Baxxter, Phil Speiser, Jens Thele | 1:18  |
| 2    | A2   | Who's That Rave?            | H.P. Baxxter, Phil Speiser, Jens Thele | 2:47  |
| 3    | A3   | Today (feat. Vassy)         | H.P. Baxxter, Phil Speiser, Michael Simon, Jens Thele, Achim Jannsen, Gareth Owen, Tony Verdult, Koen Groeneveld, Margareta L J Greet Voermans & Adriaan Addy Van Der Zwan | 3:27  |
| 4    | A4   | We Got The Sound            | H.P. Baxxter, Phil Speiser, Michael Simon, Jens Thele, Achim Janssen, Brad Gobler, Eddy Steeneken                                                                          | 2:54  |
| 5    | A5   | Radiate (feat. Vassy)       | Vassy Karagiorgos, Nik Frost, Jesse Glick, H.P. Baxxter, Phil Speiser, Jens Thele                                                                                          | 3:07  |
| 6    | B1   | 999 (Call The Police)       | H.P. Baxxter, Phil Speiser, Michael Simon, Jens Thele, Gareth Owen, Eddy Steeneken                                                                                         | 3:35  |
| 7    | B2   | King of the Land            | H.P. Baxxter, Phil Speiser, Michael Simon, Jens Thele | 3:00  |
| 8    | B3   | Bigroom Blitz               | H.P. Baxxter, Phil Speiser, Michael Simon, Jens Thele, Franz Henig, Stephen Singer, Cosmo Hickox                                                                           | 3:08  |
| 9    | B4   | Chopstick (Mado Kara Mieru) | Christopher Chiyan Tin | 4:48  |
| 10   | C1   | Home Again                  | H.P. Baxxter, Phil Speiser, Michael Simon, Jens Thele, Dan Priddy, Remko Kühne                                                                                             | 3:41  |
| 11   | C2   | Fuck Forever                | H.P. Baxxter, Phil Speiser, Michael Simon, Jens Thele, Eddy Steeneken, Antione Konrad, Fabio Antoniali                                                                     | 3:06  |
| 12   | C3   | Jaguare                     | H.P. Baxxter, Phil Speiser, Jens Thele | 3:56  |
| 13   | C4   | T.O.O.                      | H.P. Baxxter, Phil Speiser, Jens Thele | 4:10  |
| 14   | D1   | Listen                      | Ashley Ingram, Errol Kennedy, Leee John, Steve Jolley, Tony Swain | 3:36  |
| 15   | D2   | Can’t Stop the Hardcore     | Leo Caerts, Leo Rozenstraten (zene) | 3:34  |
| 16   | D3   | Fallin'                     | H.P. Baxxter, Phil Speiser, Jens Thele, Jessica Jean | 3:10  |
| 17   | D4   | In Need                     | H.P. Baxxter, Phil Speiser, Jens Thele | 3:36  |

### Limited Deluxe Edition
A 11-es és 12-es tracket kizárólag azok tudják beszerezni, akik az albumot iTunes-on vásárolják meg.
| #  | Cím                                              | Szerzők                                                                                      | Hossz |
| -- | ------------------------------------------------ | -------------------------------------------------------------------------------------------- | ----- |
| 1  | How Much Is The Fish? (Tony Junior Remix)        | H.P. Baxxter, Rick J. Jordan, Axel Coon, Jens Thele                                          | 03:44 |
| 2  | Maria (I Like It Loud) (R.I.O. Remix)            | H.P. Baxxter, Rick J. Jordan, Jay Frog, Jens Thele, Marc Acardipane, Shawn Mierez            | 03:18 |
| 3  | Move Your Ass! (Stefan Dabruck Remix)            | H.P. Baxxter, Rick J. Jordan, Ferris Bueller, Jens Thele                                     | 06:09 |
| 4  | Army of Hardcore (BMG Remix)                     | Massimiliano Monopoli, Jeroen Strendung                                                      | 04:53 |
| 5  | Friends (NRG Remix)                              | H.P. Baxxter, Rick J. Jordan, Ferris Bueller, Jens Thele                                     | 03:20 |
| 6  | Jigga Jigga! (Dave202 Remix)                     | H.P. Baxxter, Rick J. Jordan, Jay Frog, Jens Thele                                           | 04:16 |
| 7  | I'm Lonely (Kindervater Remix)                   | Jef Martens, H.P. Baxxter, Rick J. Jordan, Michael Simon, Jens Thele                         | 03:25 |
| 8  | Posse (I Need You On The Floor) (Amfree Remix)   | H.P. Baxxter, Rick J. Jordan, Axel Coon, Jens Thele                                          | 04:01 |
| 9  | Fire (Laserkraft 3D Remix)                       | H.P. Baxxter, Rick J. Jordan, Ferris Bueller, Jens Thele                                     | 05:00 |
| 10 | Shake That! (Bárány Attila & DJ Dominique Remix) | Harry Wayne Casey, Richard Raymond Finch, H.P. Baxxter, Rick J. Jordan, Jay Frog, Jens Thele | 02:41 |
| 11 | Vallée de Larmes (Lissat & Voltaxx Remix)        | DJ Zki, Dobre, H.P. Baxxter, Rick J. Jordan, Jay Frog, Jens Thele                            | 03:54 |
| 12 | Jigga Jigga (Dave202 Arena Remix)                | H.P. Baxxter, Rick J. Jordan, Jay Frog, Jens Thele                                           | 06:16 |

## Kritikák
A rajongók körében lényegében pozitív kritikákat kapott a lemez: mind a külföldi, mind a magyar rajongói oldalakon a lemez energikussága, a sok új szám, a viszonylagos változatosság, és Phil sikeres integrálódása a Scooterbe volt kiemelve pozitívumként. Negatívumként értékelték viszont a dalok rövidségét, a sablonosságot (kevés, repetitív H.P.-szöveg, ismétlődő panelek), illetve Rick hiánya miatt többekben már eleve ellenérzések voltak a lemezzel kapcsolatban, amit közvetetten összekapcsoltak az új stílussal, amit a Scootertől teljesen idegennek találtak.
A Laut.de cikkírója az ötből három csillagot adott a lemezre, aki megjegyzi, hogy Phil érkezése jó dolog, de a külvilág számára, amely felé mindig is H.P. Baxxter jelenítette meg a Scootert, szinte észrevehetetlen lenne, ha nem lennének instrumentális számok. A szöveg nélküli dalokból azonban szerinte kiderül, hogy H.P. hangja nélkül semmi egyedisége nincs a Scooter-számoknak. Ám ezek a szövegek banálisak és ismétlődőek. A random.access kritikája szerint az album nem tökéletes ugyan, de ígéretes, a dalok rövidsége és a sablonosságuk ellenére jó irányban haladnak tovább, a feldolgozások háttérbe szorulása pedig üdítő. A lemez náluk 7,5 pontot kapott a 10-ből, kedvenc daluk pedig a "We Got The Sound" volt, amelyben a Scooter minden jellegzetességét felfedezni vélték. Kitértek még a második CD-re is, ahol a remixeket egyesével is kiértékelték – itt lesújtó véleménnyel voltak a Bárány Attila és DJ Dominique által készített Shake That-remixről, megjegyezvén, hogy aligha lehetne remixnek nevezni olyasvalamit, ahol tulajdonképpen csak egy zenei alapot cseréltek ki és a basszust variálták meg egy kicsit. A House of Musicology szerint Phil érkezésével nemcsak több trance és house elem került a dalokba, de érdekes módon energikusabbak lettek, mint eddig, közelebb kerülvén ahhoz a hardcore érzéshez, amit a zenekar mindig is hirdetett. Itt tízből nyolc pontot kapott a lemez, és megdicsérték a koncepciót is: a banális szövegek ellenére a lemez egységes egészt alkot, és kitűnő felvezetés lehet akár bulizás előtt is. Kedvenc számaik a "Today", a "Radiate", a "Can’t Stop the Hardcore" és a "Fallin'" voltak.

## Feldolgozások, sample-átvételek
- Today: Klubbheads – Discohopping (szöveg), Otto Knows – Parachute (dallam-motívum)
- Radiate: Wildchild – Renegade Master (szöveg, csak az albumverzióban)
- 999 (Call The Police): Intractable One – Play The Games (Alphas Q-Base Edit) (dallam-motívum)
- King Of The Land: David Guetta & Kaz James – Blast Off (dallam-motívum)
- Bigroom Blitz: Sezen Aksu – Hadi Bakalım
- Chopstick (Mado Kara Mieru): Christopher Tin – Mado Kara Mieru
- Fuck Forever: Dimitri Vegas & Like Mike with Moguai – Mammoth (dallam-motívum)
- Listen: Imagination – I'll Always Love You (But Don't Look Back), Avicii's remix Lenny Kravitz's "Superlove".
- Can’t Stop the Hardcore: Zorba dala (Zorba Sirtaki), Sylvia – Y Viva Espana

## Közreműködtek
- H.P. Baxxter (alias Sir Shotalot) (ének, szöveg)
- Phil Speiser (zenei alapok, utómunkák)
- Michael Simon (szerzőtárs)
- Vassy (ének a Today és Radiate című számokban)
- Jessica Jean (ének a King of the Land, Listen, és Fallin' című számokban)
- Yasmin K. (ének a We Got The Sound című számban)
- Dan Priddy (vokál a Home Again című számban)
- Gareth Owen (vokál a 999 (Call The Police) című számban)
- Robert Grischek (borítófényképek)
- Martin Weiland (borítóterv)

## Videóklipek
- Bigroom Blitz (eredeti)
- Bigroom Blitz (újrafelvett)
- Today
- 999 (Call The Police)
- Can’t Stop the Hardcore
- Radiate

## Érdekességek
- Ez az első Scooter-album, amely fejezetváltáskor jelent meg, de az intro után a nyitószám nem az, amelyikben a fejezetváltás ténye elhangzik (a Bigroom Blitz csak a 8. szám)
- Tizenhét vadonatúj szám még sosem szerepelt egyik Scooter-lemezen sem, az addigi csúcstartó a The Big Mash Up volt, melyen viszont a Friends Turbo csak bónuszként szerepelt.
- A második lemezen szereplő remixszel magyarok is képviseltetik magukat egy Scooter-kiadványon, jelesül Bárány Attila és DJ Dominique.
- Szerzői jogi problémák miatt a Bigroom Blitz-et egy időre letiltották a megjelenése után, és csak úgy kerülhetett újra kiadásra, ha Wiz Khalifa hangsávját teljes egészében kiveszik belőle. Így az albumra sem a kislemezváltozat került, hanem egy újrafelvett változat.
- Az albumot teljes egészében Phil Speiser készítette, Michael Simon csak annyiban vette ki a részét a közös munkából, hogy a dalok, dalszövegek alapötletei tőle származtak.
- A "Can’t Stop the Hardcore" kislemezverziójában újra felvették a vokálsávot, és ebben a verzióban többek között Jens Thele is szerepel. Ez az első dokumentált eset, hogy a Scooter negyedik tagjának is titulált Jens ténylegesen egymaga is hozzátett valamit egy Scooter-számhoz – ugyanis a kezdetektől csak mint menedzser és producer szerepelt.
- A "Radiate" videóklipje "A kém" című film jeleneteit tartalmazza, melyek egy részét Budapesten vettek fel.